# 竹寺 (中國)
竹寺，又译“珠寺”，藏语称“竹贡巴”（藏語：འབྲུག་དགོན་པ，威利转写：'brug dgon pa），又称“降曲林寺”，位于西藏自治区拉萨市曲水县南木乡南木村，是一座藏传佛教竹巴噶举派寺院，也是竹巴噶举派的祖寺。

## 简介
南木村位于318国道沿线，可观赏拉萨河景色。传说，“西藏第一个石匠”便出自南木村，村内有百年历史的古地名很多，2011年还在南木村发现一座古墓，内有保存完好的吐蕃时期陶器数件。在藏语中，石匠被称为“朵夏”。而在拉萨，除这种叫法外，还有另一种称呼“南木朵夏”或“南巴”，这是特指南木村的石匠。在南木村六组，分布着竹寺、娘郎寺、天葬台。
藏语“南木”意为“天空”，汉译又写作“纳木”或“朗木”。南木乡政府所在地附近，有一条直通山深处的山沟，称“南木曲”，意为“天水”。山谷中建了一条拦水坝，形成一个山间小湖。
藏语“竹”意为“龙”或指“雷声”（古时候，藏地人认为雷声是龙的吼叫）。竹寺如果加上地名“南木”，可称“南木竹寺”，汉语意译即“天龙寺”。
1189年，噶举派高僧藏巴甲热在朗木山沟兴建竹寺。据说，建寺时听到巨雷三声，另一说是藏巴甲热看到有龙女在此地出现，故以“竹”命名该寺。藏传佛教竹巴噶举派便由竹寺而得名。竹巴噶举派藏巴嘉热的弟子后来分出上竹巴（Lho-drug，在阿里，主寺郭仓寺）、下竹巴（May-drug，在雅砻河谷，主寺噶波曲隆寺）两个支系，祖寺竹寺则称中竹巴（Bar-drug）。此外，竹巴噶举派还有南竹巴（Bar-ra）支系，成为不丹的主要宗教，不丹也因此被称为作“竹域”，意为“雷龙之国”。竹巴噶举派鼎盛时期，势力遍及全藏，在藏地出现了“藏人一半是竹巴”的局面。
竹寺位于距拉萨50公里的山谷中，坐落在南木山谷尽头的一座山脚下，寺旁是潺潺流淌的南木曲。传说，藏巴甲热的教法名扬藏地，各地僧众纷纷来此学法，当时竹寺附近兴建了千余间草舍，居住着10多万僧人，每天早晨僧人小便竟然能让溪水一时猛涨。召集僧众时，即便同时吹响多个法螺，也不可能传达到所有僧人，所以在山顶用旗幡作为举行法会的信号。藏巴甲热让弟子们到各地学法、传教，或者赴圣地闭关静修。他亲自开创了转扎日神山的宗教习俗，其弟子、“上竹巴”创始人郭仓巴，则开辟了冈仁波齐神山的转山道。
竹寺内至今仍然珍藏着传说是藏巴甲热用过的酥油茶碗、糌粑茶碗、装糌粑的袋子、揉糌粑用具，藏巴甲热穿过的靴子、戴过的帽子等物品。竹寺的“达徐拉康”（意为“弓箭佛殿”）内还藏有一副巨大的弓箭，传说藏巴甲热在此建寺时，当地一位名为 “羊卓·达隆巴”的人，与七个儿子每日在山上打猎，但在听藏巴甲热讲佛法后，他们将打猎用的弓箭献给藏巴甲热，并且皈依佛门。
此外，竹寺还藏有三块有深凹痕迹的石头。其中一块石头上，有藏巴甲热的脚印。传说，藏巴甲热诞生时，是一颗被肉膜覆盖的肉球，其父母惊惧而走。幸而一只空行母化身的秃鹰用翅膀保护他破膜而出。似乎他一只脚先蹬出肉膜，于是在岩石上留下了这只幼儿大小的足印。另一块石头上的印迹，比人的手掌大，据说这是竹寺以前养的一只藏獒，它可一口气跑到如今山南地区隆子县三安曲林寺（竹巴噶举派第四代教主白玛噶布创建之寺）传递消息。
据说，蒙古准噶尔部入侵西藏时，由于该地云雾缭绕，故竹寺未受破坏。但因竹巴噶举的势力不大参与政治，后来随格鲁派兴起而逐渐衰落，竹寺也衰败坍塌。但因竹寺有竹巴噶举派祖寺的地位，所以得以保存至今。2008年当雄地震中，竹寺受损，后来政府有关部门拨款重修。新修的大殿中，彩绘柱头上绘有噶举派传说中的创始人“金刚总持”以及祖师帝洛巴、那洛巴、玛尔巴、米拉日巴、冈波巴、帕木竹巴、林热巴、藏巴甲热等历代祖师像。
竹寺旁边的山坡上，有三座供奉噶举派信奉的“乌鸦护法神”的金顶红塔。传说，乌鸦护法神是藏传佛教护法神大黑天（玛哈嘎拉）的化身。
在通往竹寺的路上，还有一处树木掩映着的山谷支岔，坐落着竹寺的支寺“娘木囊”（大概意思为“善修”，该寺即有的文献中称的“娘郎寺”）。传说，藏巴甲热与被称作“竹宁”（意为“竹巴疯子”）的竹巴昆列，均曾在此修行。竹巴贡勒是15至16世纪西藏知名诗人与讽刺文学家，有着许多传奇故事，在不丹影响非常大。至今仍在不丹盛行的性器崇拜，据说便源于这位“疯癫大师”竹巴昆列。